# Otto-Wilhelm von Vacano
Otto Wilhelm von Vacano (ur. 5 maja 1910 w Erstein im Elsaß; zm. 20 kwietnia 1997 w Tybindze) – niemiecki archeolog, zajmujący się głównie historią i kulturą Etrusków
Otto Wilhelm von Vacano studiował od 1929 na Uniwersytecie Wiedeńskim i Kolońskim, historię starożytną, filologię klasyczną i klasyczną archeologię, co zakończył w 1936 dysertacją pod kierownictwem Andreasa Rumpfa pt. Das Problem des Alten Zeustempels in Olympia. W 1944 przedłożył Wydziałowi Filozoficznemu Uniwersytetu w Grazu pracę habilitacyjną pt. Lelegia, eine Steinzeitsiedlung auf dem Kufówuno bei Sparta. W latach 1961–1975 pracował jako kustosz kolekcji znalezisk Instytutu Archeologii Klasycznej Uniwersytetu w Tybindze. Jego specjalnością była archeologia etruska, w której zyskał międzynarodowy autorytet. Wreszcie objął urząd profesora etruskologii, w Seminarium Klasycznej Archeologii Uniwersytetu w Tybindze.

## Publikacje
- Im Zeichen der Sphinx, Stuttgart 1952
- Die Etrusker, Stuttgart 1955
- Die Etrusker in der Welt der Antike, Hamburg 1957